# اکبابا، بارتین
اکبابا، بارتین (به لاتین: Akbaba, Bartın) یک  Köy  در ترکیه است که در استان بارتین واقع شده‌است.

## خصوصیات
اکبابا ۵۵۸ نفر جمعیت دارد.